# Chrysospalax villosa
La talpa dorata dal manto ruvido (Chrysospalax villosa A. Smith, 1833) è un mammifero della famiglia dei Crisocloridi, endemico del Sudafrica orientale, dove vive nelle zone temperate spingendosi anche nelle aree antropizzate.
Il pelo è bruno con sfumature più scure e più chiare sul dorso e color sabbia sul ventre.
Il muso è più allungato rispetto alle altre specie.